# آخر فلم (فلم)
آخر فيلم شريط سينمائي تونسي من إخراج نوري بوزيد. فاز بالتانيت الذهبي لأحسن شريط طويل في أيام قرطاج السينمائية لسنة 2006. فاز الشريط كذلك بجائزتي أفضل ممثل (لطفي العبدلي) وأفضل توليف أثناء المهرجان الأفريقي للسينما والتلفزيون في واغادوغو في دورته العشرين.

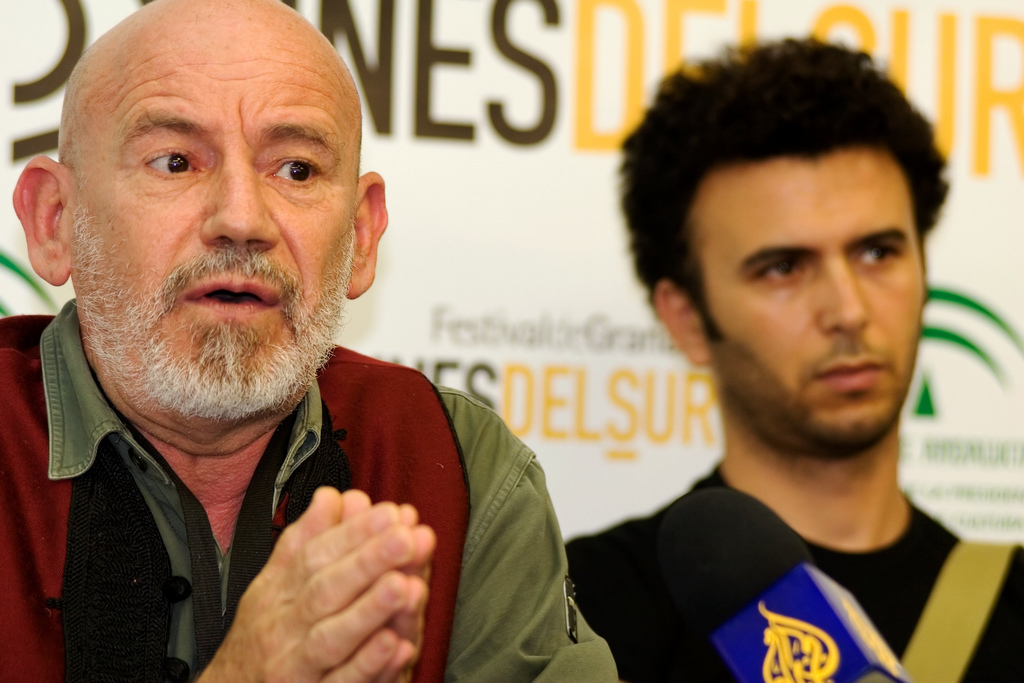
نوري بوزيد (يسار) ولطفي العبدلي (يمين) في مهرجان سينما الجنوب بغرناطة عام 2007 في ندوة صحفية يقدمان فيها فيلمهما آخر فيلم

## ملخص
بهتة، شاب عاطل عن العمل ومولع بالرقص، يستسلم للتيار السلفي.
بوزيد يرسم صورة لشباب مقموع تتجاذبه الرغبة في الحرية والمخارج العقائدية؛ كما يدعو المخرج إلى إعادة تقييم دور الإسلام في المجتمع التونسي الحديث.

## التقديم الفني
- الموسيقى: نجيب شرادي
- الملف: ميشال بودور
- التوليف: كريم حمودة
- الصوت: ميشال بن سعيد
- العيار: 35 مم ألوان
- النوع: مأساة

## الممثلون
- لطفي العبدلي
- لطفي الدزيري
- عفاف بن محمود
- فاطمة بن سعيدان
- فؤاد ليتيم
- درة زروق
- سفيان الشعري
- محمود الأرناؤوط

## روابط خارجية
- مقالات تستعمل روابط فنية بلا صلة مع ويكي بيانات